# Ел Двенде (Њу Мексико)
Ел Двенде (енгл. El Duende) насељено је место без административног статуса у америчкој савезној држави Њу Мексико.

## Демографија
По попису из 2010. године број становника је 707.
| Група             | 2000.    | 2010.       |
| Белци             | 0 (0,0%) | 41 (5,8%)   |
| Афроамериканци    | 0 (0,0%) | 1 (0,1%)    |
| Азијати           | 0 (0,0%) | 4 (0,6%)    |
| Хиспаноамериканци | 0 (0,0%) | 655 (92,6%) |
| Укупно            | 0        | 707         |